# Palazzo della Fenice
Il Palazzo della Fenice (Budynek Feniksa, oggi, più comunemente conosciuto come Basztowa LOT, per via degli uffici della LOT Polish Airlines) - si trova a Cracovia.

## Storia
L'edificio si trova in via Basztowa 15 a Cracovia, è il secondo edificio costruito dalla compagnia di assicurazione "Phoenix", che lo rilevò quando la costruzione era già avviata. La Compagnia di Assicurazioni vantava già un altro edificio d'avanguardia per quel periodo: il "Phoenix", eretto proprio in Piazza del Mercato a Cracovia.
Il Palazzo è stato progettato da George Struszkiewicza e Maksymiliana Burstina. Nonostante i tentativi di costruire un nuovo edificio su questo terreno sin dal 1911, il palazzo sarà completato solo nel 1933, dopo due anni di costruzione.
Questo edificio è stato per un periodo il più alto palazzo di Cracovia. La struttura è in cemento armato, si erge su 7 piani ed è coronato da una torre a due piani. 
Era stato concepito come edificio residenziale, con appartamenti grandi e confortevoli, una sala cinema e sale ristorante esclusive .
Nel 1938 l'edificio ospitava il consolato tedesco .